# رود گریازنوخا
رود گریازنوخا (انگلیسی: Gryaznukha) یک رودخانه در سرزمین پرم کشور روسیه است.